# San Felipe Pueblo Nuevo
San Felipe Pueblo Nuevo är en ort i Mexiko, tillhörande kommunen Atlacomulco i den nordvästra delen av delstaten Mexiko, i den centrala delen av landet. Orten hade 1 816 invånare vid folkräkningen 2010.